# Copa da UEFA de 1993–94
A Copa da UEFA de 1993–1994 foi a 23ª edição da Copa da UEFA, vencida pela Internazionale Milano F.C. da Itália em vitória sobre o Red Bull Salzburg por 2–0. A maior goleada da competição foi registrada quando o Karlsruher SC venceu o Valencia CF por 7–0.

## Primeira fase
| Equipe 1          | Total | Equipe 2           | 1.º jogo | 2.º jogo |
| ----------------- | ----- | ------------------ | -------- | -------- |
| Vác               | 2–4   | Apollon            | 2–0      | 0–4      |
| Dinamo Moskva     | 2–7   | Eintracht          | 0–6      | 2–1      |
| Lahti             | 6–1   | Waregem            | 4–0      | 2–1      |
| Dnipro            | 4–2   | Admira             | 1–0      | 3–2      |
| Red Bull          | 4–0   | DAC                | 2–0      | 2–0      |
| Young Boys        | 0–1   | Celtic             | 0–0      | 0–1      |
| Antwerp           | 4–2   | Marítimo           | 2–0      | 2–2      |
| Aalborg           | 1–5   | Deportivo          | 1–0      | 0–5      |
| Karlsruher        | 2–1   | PSV                | 2–1      | 0–0      |
| Bohemian          | 0–6   | Bordeaux           | 0–1      | 0–5      |
| Luxembourg        | 0–5   | Boavista           | 0–1      | 0–4      |
| Hearts            | 2–4   | Atlético de Madrid | 2–1      | 0–3      |
| Crusaders         | 0–4   | Servette           | 0–0      | 0–4      |
| Trabzonspor       | 6–2   | Valletta           | 3-1      | 3–1      |
| Kocaelispor       | 0–2   | Sporting           | 0–0      | 0–2      |
| Gloria Bistriţa   | 0–2   | Maribor            | 0–0      | 0–2      |
| Slovan Bratislava | 1–2   | Aston Villa        | 0–0      | 1–2      |
| Botev             | 3–8   | Olympiakos         | 2–3      | 1–5      |
| Slavia Praga      | 1–2   | OFI                | 1–1      | 0–1      |
| Borussia Dortmund | 1–0   | Alania             | 0–0      | 1–0      |
| Norrköping        | 1–2   | Mechelen           | 0–1      | 1–1      |
| Brøndby           | 3–3   | Dundee United      | 2–0      | 1–3      |
| Öster             | 2–7   | Kongsvinger        | 1–3      | 1–4      |
| Juventus          | 4–0   | Lokomotiv Moskva   | 3–0      | 1–0      |
| Twente            | 3–7   | Bayern de Munique  | 3–4      | 0–3      |
| Lazio             | 4–0   | Lokomotiv Plovdiv  | 2–0      | 2–0      |
| Internazionale    | 5–1   | Rapid Bucureşti    | 3–1      | 2–0      |
| Norwich           | 3–0   | Vitesse            | 3–0      | 0–0      |
| Tenerife          | 3–2   | Auxerre            | 2–2      | 1–0      |
| KR Reykjavík      | 1–2   | MTK                | 1–2      | 0–0      |
| Dinamo București  | 3–4   | Cagliari           | 3–2      | 0–2      |
| Nantes            | 2–4   | Valencia           | 1–1      | 1–3      |

## Segunda fase
| Equipe 1           | Total | Equipe 2          | 1.º jogo | 2.º jogo |
| ------------------ | ----- | ----------------- | -------- | -------- |
| Lahti              | 2–7   | Brøndby           | 1–4      | 1–3      |
| Eintracht          | 2–1   | Dnipro            | 2–0      | 0–1      |
| Red Bull           | 2–0   | Antwerp           | 1–0      | 1–0      |
| Atlético de Madrid | 1–2   | OFI               | 1–0      | 0–2      |
| Bordeaux           | 3–1   | Servette          | 2–1      | 1–0      |
| Bayern de Munique  | 2–3   | Norwich           | 1–2      | 1–1      |
| Tenerife           | 5–5¹  | Olympiakos        | 2–1      | 3–4      |
| Deportivo          | 2–1   | Aston Villa       | 1–1      | 1–0      |
| Trabzonspor        | 1–1²  | Cagliari Calcio   | 1–1      | 0–0      |
| Maribor            | 1–2   | Borussia Dortmund | 0–0      | 1–2      |
| Kongsvinger        | 1–3   | Juventus          | 1–1      | 0–2      |
| Celtic             | 1–2   | Sporting          | 1–0      | 0–2      |
| Mechelen           | 6–1   | MTK               | 5–0      | 1–1      |
| Lazio              | 1–2   | Boavista          | 1–0      | 0–2      |
| Internazionale     | 4–3   | Apollon           | 1–0      | 3–3      |
| Valencia           | 3–8   | Karlsruher        | 3–1      | 0–7      |

¹ Tenerife venceu com gol marcado fora de casa.
² Cagliari venceu com gol marcado fora de casa.

## Terceira fase
| Equipe 1  | Total | Equipe 2          | 1.º jogo | 2.º jogo |
| --------- | ----- | ----------------- | -------- | -------- |
| OFI       | 1–6   | Boavista          | 1–4      | 0–2      |
| Eintracht | 2–0   | Deportivo         | 1–0      | 1–0      |
| Bordeaux  | 1–3   | Karlsruher        | 1–0      | 0–3      |
| Juventus  | 4–2   | Tenerife          | 3–0      | 1–2      |
| Brøndby   | 1–2   | Borussia Dortmund | 1–1      | 0–1      |
| Sporting  | 2–3   | Red Bull          | 2–0      | 0–3      |
| Norwich   | 0–2   | Internazionale    | 0–1      | 0–1      |
| Mechelen  | 1–5   | Cagliari          | 1–3      | 0–2      |

## Fases Finais

### Mata-Mata
|  | Quartas de final | Quartas de final  | Quartas de final | Quartas de final | Quartas de final |   |           | Semifinal      | Semifinal | Semifinal | Semifinal | Semifinal |  |  | Final  | Final          | Final | Final | Final |
|  |                  |                   |                  |                  |                  |   |           |                |           |           |           |           |  |  |        |                |       |       |       |
|  | Alemanha         | Borussia Dortmund | 1                | 2                | 3                |   |           |                |           |           |           |           |  |  |        |                |       |       |       |
|  | Itália           | Internazionale    | 3                | 1                | 4                |   |           |                |           |           |           |           |  |  |        |                |       |       |       |
|  | Itália           | Internazionale    | 3                | 1                | 4                |   | Itália    | Internazionale | 2         | 3         | 5         |           |  |  |        |                |       |       |       |
|  |                  |                   |                  |                  |                  |   | Itália    | Internazionale | 2         | 3         | 5         |           |  |  |        |                |       |       |       |
|  |                  | Itália            | Cagliari         | 3                | 0                | 3 |           |                |           |           |           |           |  |  |        |                |       |       |       |
|  | Itália           | Itália            | Cagliari         | 3                | 0                | 3 | Cagliari  | 1              | 2         | 3         |           |           |  |  |        |                |       |       |       |
|  | Itália           |                   |                  |                  |                  |   | Cagliari  | 1              | 2         | 3         |           |           |  |  |        |                |       |       |       |
|  | Itália           | Juventus          | 0                | 1                | 1                |   |           |                |           |           |           |           |  |  |        |                |       |       |       |
|  |                  |                   |                  |                  |                  |   |           |                |           |           |           |           |  |  | Itália | Internazionale | 1     | 1     | 2     |
|  |                  |                   | Áustria          | Red Bull         | 0                | 0 | 0         |                |           |           |           |           |  |  |        |                |       |       |       |
|  | Portugal         | Boavista          | 1                | 0                | 1                |   |           |                |           |           |           |           |  |  |        |                |       |       |       |
|  | Alemanha         | Karlsruher        | 1                | 1                | 2                |   |           |                |           |           |           |           |  |  |        |                |       |       |       |
|  | Alemanha         | Karlsruher        | 1                | 1                | 2                |   | Alemanha  | Karlsruher     | 0         | 1         | 1         |           |  |  |        |                |       |       |       |
|  |                  |                   |                  |                  |                  |   | Alemanha  | Karlsruher     | 0         | 1         | 1         |           |  |  |        |                |       |       |       |
|  |                  | Áustria           | Red Bull²        | 0                | 1                | 1 |           |                |           |           |           |           |  |  |        |                |       |       |       |
|  | Áustria          | Áustria           | Red Bull²        | 0                | 1                | 1 | Red Bull¹ | 1              | 0         | 1         |           |           |  |  |        |                |       |       |       |
|  | Áustria          |                   |                  |                  |                  |   | Red Bull¹ | 1              | 0         | 1         |           |           |  |  |        |                |       |       |       |
|  | Alemanha         | Eintracht         | 0                | 1                | 1                |   |           |                |           |           |           |           |  |  |        |                |       |       |       |

¹ Red Bull venceu por 5-4 nos penalties.
² Red Bull venceu com gol marcado fora de casa.

## Final

### Primeiro Jogo
O primeiro jogo, ocorreu no Estádio Ernst Happel.
| 26 de Abril de 1994 | Red Bull | 0 – 1     | Internazionale | Estádio Ernst Happel, Viena |
|                     |          | Relatório | Berti 35'      | Árbitro: Kim Milton Nielsen |

### Segundo Jogo
O segundo jogo, ocorreu no Estadio Giuseppe Meazza.
| 11 de Maio de 1994 | Internazionale | 1 – 0     | Red Bull | Estadio Giuseppe Meazza, Milão |
|                    | Jonk 62'       | Relatório |          | Árbitro: James Mccluskey       |

## Campeão
| Copa da UEFA de 1993-94    |
| Itália                     |
| -------------------------- |
| Internazionale (2º título) |